# Jan Gończ
Jan Gończ (ur. 1895 w Kościerzynie, zm. 1945 w ZSRR) – polski prawnik, kaszubski działacz społeczno-polityczny, archiwista i kronikarz Tajnej Organizacji Wojskowej „Gryf Pomorski”

## I wojna światowa i walka o granice Rzeczypospolitej
Po wybuchu I wojny światowej został powołany do armii niemieckiej; walczył głównie na froncie rosyjskim. Pod koniec wojny zdezerterował i powrócił na Pomorze, gdzie zaangażował się w działalność tajnego Stowarzyszenia Młodzieży Polskiej. Następnie przeszedł do szeregów paramilitarnej Straży Ludowej i w końcu Organizacji Wojskowej Pomorza. Posiadając doświadczenie wojskowe, przeszedł w 1919 r. do Wielkopolski, gdzie walczył w powstaniu wielkopolskim. W styczniu 1920 r. wstąpił do odrodzonego Wojska Polskiego, z którym wkroczył na Pomorze. Brał udział 10 lutego w uroczystych zaślubinach Polski z Bałtykiem, których dokonał gen. Józef Haller. Następnie wraz z 66. Pułkiem Strzelców Kaszubskich im. Józefa Piłsudskiego został przerzucony na wojnę polsko-bolszewicką, m.in. uczestniczył w sierpniu 1920 r. w ciężkich walkach na przedmościu warszawskim.

## Okres międzywojenny
Po zakończeniu działań wojennych powrócił na Pomorze, gdzie samorzutnie zorganizował grupę osób do ochrony mienia poniemieckiego przed grabieżą. Był jednym ze współorganizatorów struktur administracji państwowej w Kościerzynie, zostając następnie urzędnikiem w starostwie. Posiadał też własną kancelarię prawniczą. Czynnie zaangażował się w działalność społeczną i polityczną; był członkiem Polskiego Związku Zachodniego, Związku Towarzystw Powstańców i Wojaków i Stronnictwa Narodowego. Ok. 1937 r. przeszedł przeszkolenie w zakresie dywersji pozafrontowej.

## II wojna światowa
Po zajęciu Pomorza przez wojska niemieckie w pierwszych dniach września 1939 r., natychmiast rozpoczął działalność podziemną. Zorganizował grupę konspiracyjną, która działała początkowo w rejonie Kościerzyny i Śliwic, a następnie w lasach mirachowskich. Jesienią 1940 r. przyłączył swoją grupę do Tajnej Organizacji Wojskowej „Gryf Kaszubski”, a sam został bliskim współpracownikiem jej przywódcy, por. rez. Józefa Dambka ps. „Adam”, „Kil”, „Jur”. Po utworzeniu na początku lipca 1941 r. Tajnej Organizacji Wojskowej „Gryf Pomorski”, został jej archiwistą i kronikarzem. Z tej racji był członkiem najlepiej znającym jej strukturę organizacyjną, obsadę personalną, różne tajne dokumenty. Jednym z jego głównych zajęć była też legalizacja, czyli wystawianie fałszywych niemieckich dokumentów. Po zajęciu Pomorza przez Armię Czerwoną w marcu 1945 r., zaginął bez śladu. Według jednej z najbardziej prawdopodobnych wersji został ujęty przez NKWD i wywieziony w głąb ZSRR, gdzie zmarł. Jego archiwum prawdopodobnie przejął Urząd Bezpieczeństwa.